# Thrissobrycon pectinifer
Thrissobrycon pectinifer är en fiskart som beskrevs av Böhlke, 1953. Thrissobrycon pectinifer ingår i släktet Thrissobrycon och familjen Characidae. Inga underarter finns listade i Catalogue of Life.